# Leśnictwo (Dąbrowa)
Leśnictwo – część wsi Dąbrowa w Polsce położona w województwie łódzkim, w powiecie tomaszowskim, w gminie Inowłódz.
W latach 1975–1998 miejscowość należała administracyjnie do województwa piotrkowskiego.
Wierni Kościoła rzymskokatolickiego należą do parafii Matki Bożej Częstochowskiej w Brzustowie.